# Stuck

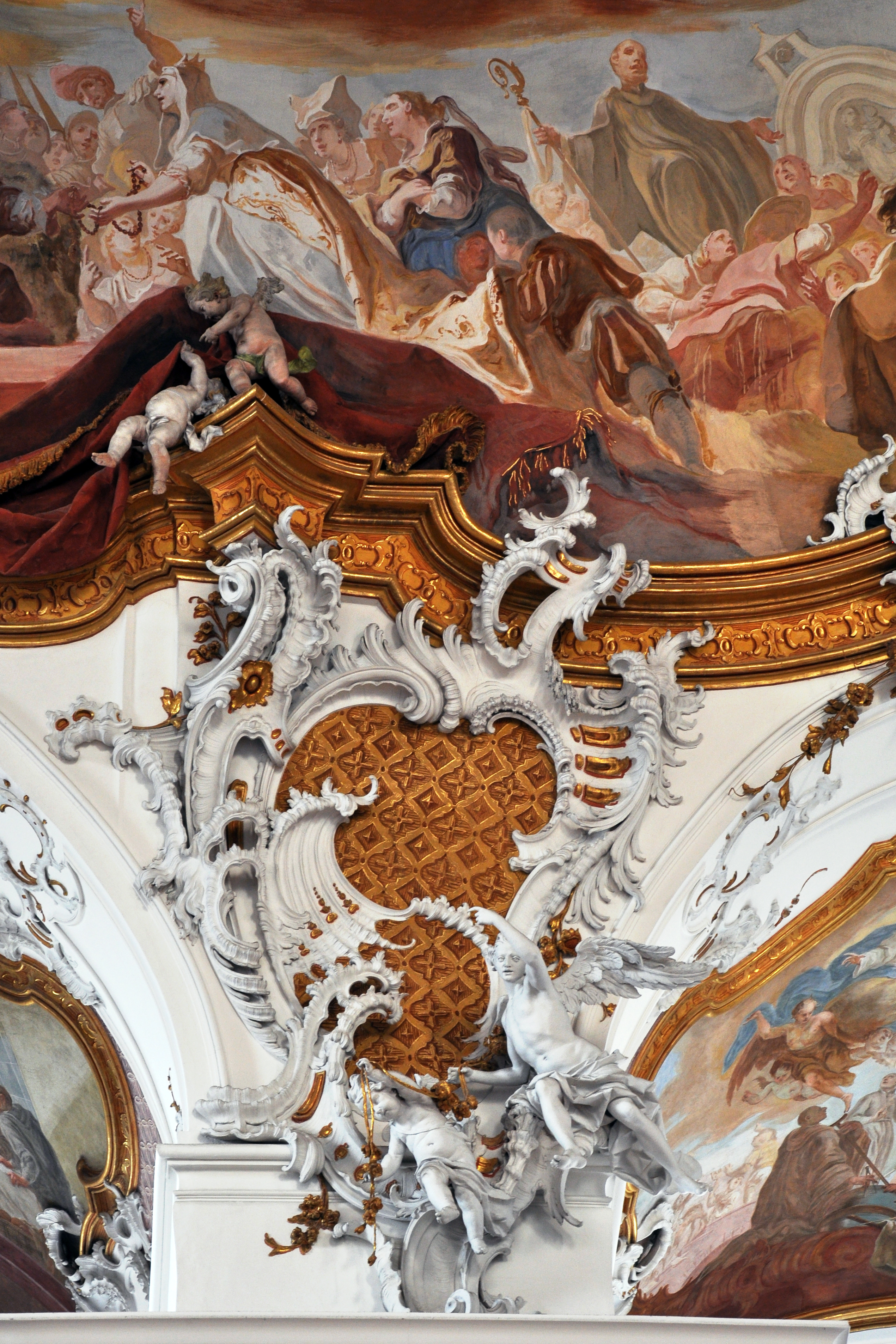
Stuckaturer i rokoko från kyrkan i Zwiefalten, 1740-tal.

Stuck, efter italienska stucco, är ett samlingsnamn för olika blandningar av gips, marmormjöl och lim som används för att framställa dekorativa ytor och detaljer inom arkitektur och konst. Ett särskilt vanligt användningsområde för stuck är taklister och rosetter i interiörarkitektur. Tillämpat på detta sätt kallas stuck för stuckatur.
Stuck kan användas för att skapa skulpturala detaljer men även som ytbehandling, och färgas och behandlas för att efterlikna andra material. Färgade och polerade stuckytor som imiterar marmor kallas stucco lustro. 

## Historia
Arkeologiska fynd visar att stuckliknande material förekom redan under neolitisk tid. I det forntida Egypten var användningen av stuck för reliefer, väggutsmyckningar och skulpturer utbredd, som exempelvis i Tutankhamuns gravkammare eller bysten av Nefertiti.
Under romersk tid fortsatte stuck att vara ett viktigt material. Den romerske arkitekturteoretikern Vitruvius skriver i sitt traktat om arkitektur utförligt om stuck och dess användning som dekorativ väggutsmyckning, och bevarade exempel i Pompeji och Herculaneum visar prov på stuck både som underlag för väggmåleri och som utsmyckning i lågrelief.
Efter att under medeltiden ha mist sin betydelse som arkitektoniskt material, återupplivades intresset för stuck under renässansen. Arkitekten och konstnären Giovanni da Udine lyckades på 1500-talet framställa en stuckmassa liknande den som användes under romersk tid, och med arbeten som Rafaels loggia i Vatikanen skapades en inflytelserik förebild för stuckaturarbeten.

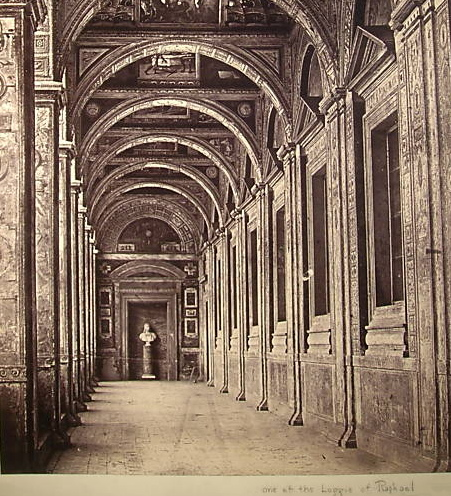
Bemålad stuck i Rafaels loggia i Vatikanen.

Särskilt praktfulla stuckaturer utvecklades i barockens och rokokons arkitektur, där den passade bra för att uttrycka den rörelse och formkraft som dessa stilar utmärktes av. Slottet Versailles i Frankrike försågs under Ludvig XIV:s tid med rika stuckdekorationer i många av de mest påkostade rummen, bland annat spegelgalleriet vars tak pryds av en mängd skulpturala detaljer i stuck efter Jules Hardouin-Mansarts ritningar.
Kyrkan i Zwiefalten i Tübingen i södra Tyskland är ett exempel på rokokons upplösning mellan arkitektur och skulptur, där interiörens rika stuckarbeten omvandlar tak och väggar till fantasifulla ornamentala motiv.
Nyklassicismens intresse för antiken tog sig bland annat uttryck genom stuckarbeten i pompejansk stil. I England ritade arkitekten Robert Adam interiörer med stramt klassicerande stuckaturer såsom dem i Syon House, som blev stilbildande även utanför England.
I 1800-talets historicistiska arkitektur användes stuckatur flitigt, och var i industrialismens expansiva byggindustri i såväl exteriör- som interiörarkitektur ett material som kunde utformas i många olika stilar och uttryck. Det är under detta århundrade som stucken blir mer allmänt spridd även i enklare bebyggelse. 
För jugendstilens slingrande växtmotiv passade stuckens elastiska egenskaper, och även i art déco och tidigmodernistisk arkitektur förekom stuck, om än i minskande omfattning. 
Användningen av stuck har ingalunda varit begränsad till västvärlden. Såväl i islamisk, buddhistisk och mesoamerikansk byggnadskonst spelar stuck en viktig roll som dekorativt material. 

## Framställning
Stuck framställs i sin grundform av malen gipssten vilken blandas ut med vatten. Andra material tillsätts sedan ofta till blandningen för att frambringa särskilda, önskade egenskaper.  Exempel på sådana material är glas, sand och marmormjöl. Gips är en form av naturligt förekommande kalk som bundit till sig svavel och vatten, dess kemiska formel är CaSO4 2H2O. Det är det bundna vattnet som ger gipset de utmärkande egenskaperna som utnyttjas av stuckatörer. Genom att först bränna gipssten i 110 till 180 graders värme avdunstar det bundna vattnet, när ca. 75% har avdunstat bildas så kallat stuckgips. Stuckgipset blandas sedan med vatten och en gipsdeg bildas. Gipsdegen är formbar och torkar långsamt, vilket låter stuckatören gjuta, forma eller skulptera den enligt önskemål. När utformningen är klar lämnar stuckatören degen att torka, vanligen över natten, varpå det tillblandade vattnet avdunstar, gipsdegen härdas och blir återigen till gipssten i den önskade formen.

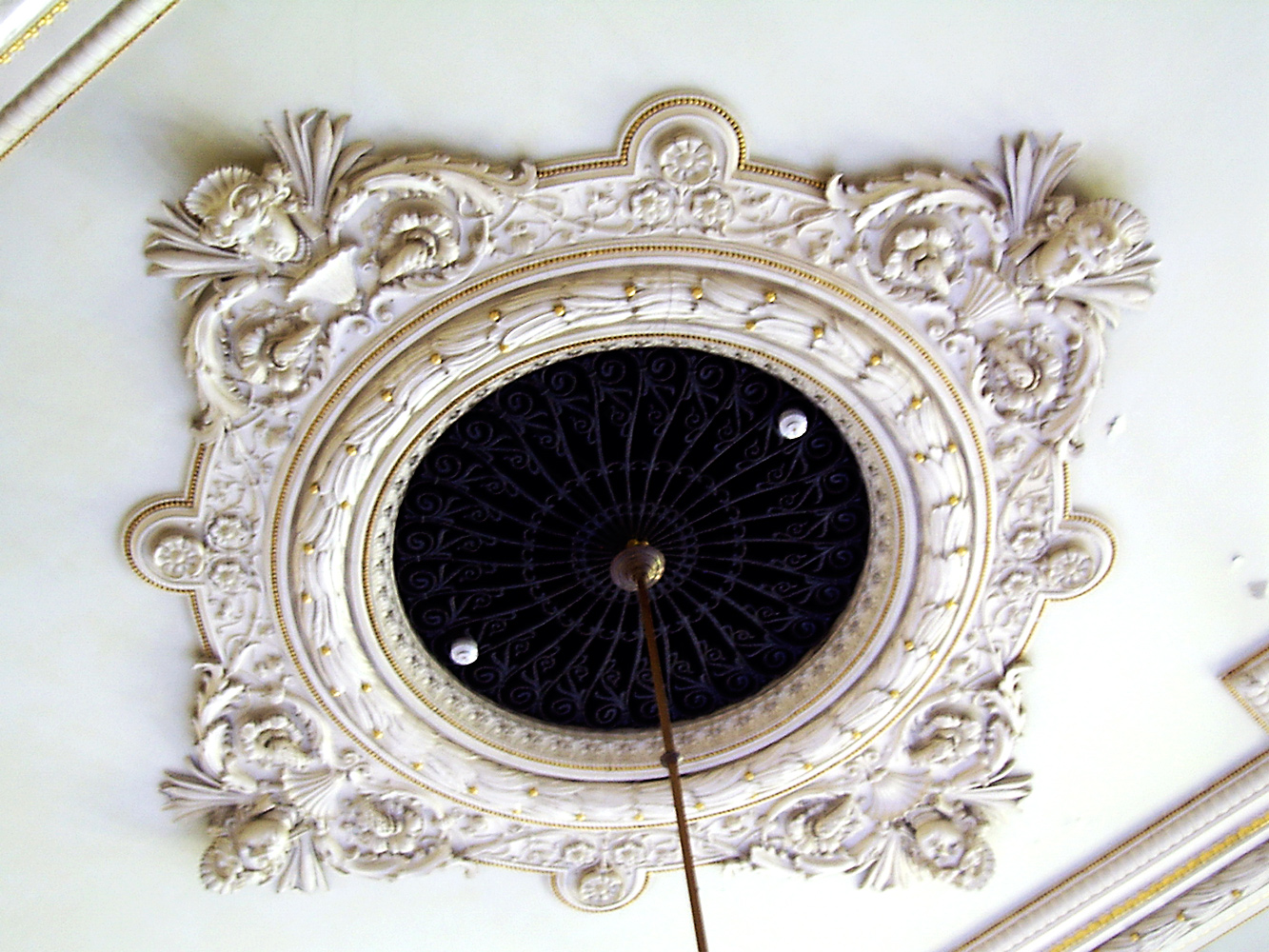
Takrosett i Luleå stadshotells festsal.

 Till de många tekniska fördelarna med stuck hör att den både kan modelleras och gjutas med stor precision och detaljskärpa. För att stabiliseras kan stuckaturer förstärkas med metalltråd, hår eller strå inne i massan. 

## Modern stuckatur
Idag används stuck både inom restaureringskonst och samtidsarkitektur. Särskilt som slät vägg- och takbehandling har stucken behållit sin plats i byggnadskonsten, medan det traditionella användandet av stuckornament blivit mera sällsynt annat än i restaureringssammanhang. 

## Stuckatur i Sverige
De första betydande stuckarbetena i Sverige tillkom i Vasatidens kungliga slottsbyggande, där Erik XIV:s gemak på Kalmar slott från 1570-talet utgör ett tidigt exempel. Stuckatörerna, liksom flertalet andra hantverkare, inkallades från kontinenten där kunskapen om hantverket fanns. Till Riksänkedrottningen Hedvig Eleonoras många slottsbyggen anlitades den italienske stuckatören Carlo Carove, som på bland annat Drottningholms slott skapade stuckarbeten av hög konstnärlig klass. 
Efter att de utländska stuckatörerna infört hantverket i Sverige blev stucken ett närmast obligatoriskt material i adels- och högreståndsmiljöns interiörer.
I takt med att 1800-talets svenska städer fick utbredd stenhusbebyggelse under århundradets andra hälft, ökade användningen av stuck och liknande material för exteriörarkitekturen. Bolinderska huset och Stuckatörens hus i Stockholm utgör bägge två tidstypiska exempel på tidens stuckfasader, som från och med slutet av 1880-talet kom att få konkurreras av fasader i natursten och tegel. 

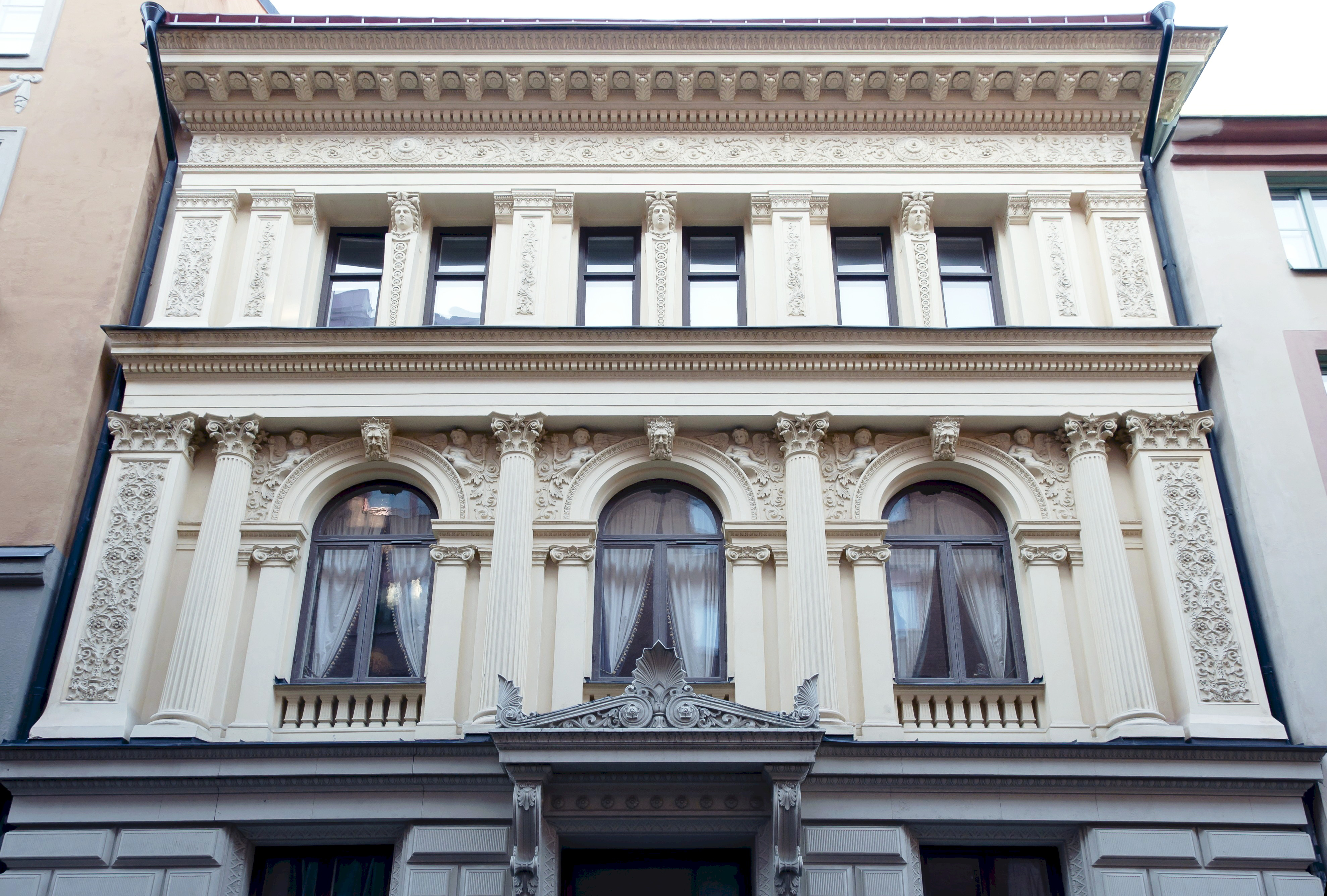
Stuckatören Axel Notinis hus på David Bagares gata i Stockholm, en typisk stuckfasad från 1880-talet ritad av Valfrid Karlson.

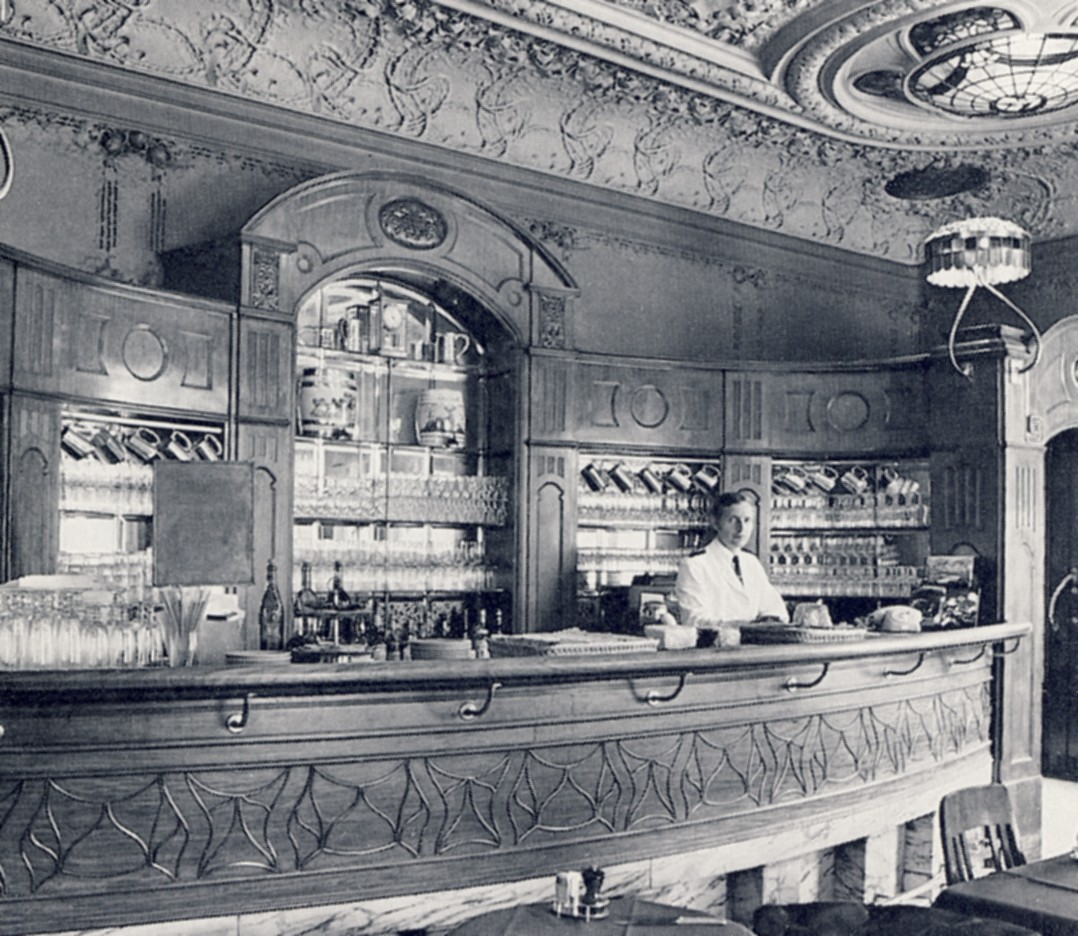
Operabaren i Stockholm, med takstuckatur i jugendstil.

## Kända svenska stuckatörer
- Axel Notini
- Carlo Carove
- Antonio Bellio